# Palacio del Marqués de la Encomienda
O Palacio del Marqués de la Encomienda (Palácio do Marquês da Encomienda), em Almendralejo (Província de Badajoz, Espanha) é um edifício de nobre porte e grandes proporções, situado no centro da localidade e ocupando lugar privilegiado no seu casco histórico. A proximidade com a Praça de Santo António, situada junto ao convento, cuja remodelação iminente irá convertê-la num dos focos urbanísticos e sociológicos mais destacados da unidade, e com a Rua Real e restantes limites do seu centro tradicional, faz do Palacio del Marqués de la Encomienda um marco fundamental da cidade quanto à sua articulação morfológica e no que concerne à determinação dos seus sinais de identidade mais genuinas.

## Descrição
Estruturalmente, o palácio consiste num edifício de dois pisos organizadas de acordo com o modelo característico das residências nobres do século XVII, em torno dum pátio de claustro central de formosa execução. As suas proporções fazem dele o maior dos edifícios da sua espécie entre todos os que existem na Estremadura. A galería baixa consta de três amplos arcos de volta perfeita em cada lado, sobre colunas toscanas de granito, com cobertura cheia de caixotões e vistosa azulejaria sevilhana configurando o rodapé e os contornos dos vãos. A adequada alvenaria de tradição castelhana, o mobiliário de estilo de grande valor que se revela na mesma e a variada vegetação que brilha no centro, em torno do poço tradicional, fazem deste claustro um conjunto verdadeiramente atraente, além de ser altamente representativo das realizações do seu género.
A galeria alta configura-se como uma loggia fechada com os seus arcos de volta perfeita de menores proporções que os de baixo, também sobre as colunas graníticas, fechadas com vitrais de reconhecido valor. A cobertura, alvenaria e azulejos do rodapé, assim como o mobiliário, repetem os esquemas de qualidade ambiental e estilística que caracterizam a galeria baixa. Um atraente telhado de pedras vidradas resolve a cobertura e forma uma interesante cornija entre as duas alturas.
A comunicação entre as galerias baixa e alta é feita através duma escadaria de grande porte com duplo lanço, toda recoberta de azulejaria, cujo remanso central é dominado pelo vistoso escudo heráldico da família titular do palácio, realizado em estuque. A partir do exterior, o acesso ao palácio realiza-se através dum duplo átrio de transição com abóbadas de aresta e porta de rendilhado de ferro forjado ao gosto andaluz, de artística lavra, destacando o conjunto da fachada principal, de formosa arquitectura, na qual sobresai, pela sua rica configuração formal, a portada que enfatiza o vão de entrada e o balcão que se situa por cima, em cujos costados luzem os emblemas heráldicos da família Fernández Daza. Coroando o conjunto, exibe-se um remate em tímpano com pináculos e cristas. Do mesmo estilo resulta a marcada cornija que percorre toda a parede e as molduras dos restantes vãos, os quais se fecham com bons rendilhados em ferro forjado e guarda-pós de ladrilhos esmaltados compondo um conjunto de sóbria e equilibrada arquitectura segundo a traça barroca.
As dependências residenciais do palácio estendem-se em torno do claustro central, todas de amplas proporções, correspondentes a diferentes estilos, entre os quais predominam o Clássico Espanhol e o Romântico. Peças de valor singular são as numerosas mesas de grande estilo que compoem a colecção da casa; caixotões de interesse, pratos de Talavera, cobres, excelentes pinturas históricas e outros componentes completam o repertório dos motivos que conferem ao interior do edifício o seu notável valor ambiental como testemunho histórico dos palácios fidalgos do passado. Merece especial menção o salão principal, de sóbrio estilo classicista; a capela e a biblioteca, em cujas prateleiras se guarda uma das colecções bibliográficas de maior interesse da região.
Anexa à zona nobre, abre-se a área de serviços em direcção aos currais, da qual se conservam as características mais representativas da arquitectura e usos tradicionais da Estremadura. Elemento de interesse particular é a chaminé de grande corpo coberta de grafitos, que preside este pátio interior.
Prova dos acertados critérios adoptados ao longo do tempo para adequar o velho edifício às exigências de cada época é a escada de caracol e galeria dispostas no século passado no pátio posterior para permitir a comunicação entre as zonas alta e baixa do edifício.
Uma terceira zona bem diferenciada dos interiores fica definida pelo pátio chamado "De Naranjos", que se abre no costado esquerdo do edifício, originando uma zona recolhida e agradável, de marcado sabor ambiental.
Diversas partes dos paramentos exteriores conservam restos dos antigos grafitos que os decoravam, de acordo com os usos próprios da época. Sobre o corpo construtivo principal, resolvido com alvenaria de pedra e cal, nota-se a adição de outros elementos dispostos posteriormente nas zonas lateral e traseira até ultimar o conjunto actual.
O palácio foi submetido a sucessivas remodelações de ordem secundária em épocas posteriores ao século XVII, sendo importantes, sobretudo, as intervenções de intenção decorativa efectuadas durante os séculos XIX e XX, sem afectar o corpo e disposições principais do edifício.